# Rasmus Winderen
Rasmus Winderen (Aker, 27 juni 1802 - aldaar, 10 juni 1854) was een Noors politicus en agrariër. Hij was burgemeester van Aker gedurende de periode 1844-1847, de vierde vanaf het moment in 1837 dat het gebied een eigen burgemeester kende.

## Achtergrond
Rasmus Larsen Winderen werd geboren binnen het kinderrijke gezin van Lars Pedersen Vinderen (1752-1822) en Abigael Rasmusdatter Ostrup (1766-1809). Hijzelf huwde in 1836 Marthe Nilsdatter Smestad (1816-1878). Uit dat gezin kwam voort Jens Petter Winderen, die weer de vader was van onder meer:
- pianiste Berit Winderen, de latere vrouw van componist Halfdan Cleve
- zangeres Signe Winderen, de latere vrouw van zanger Albert Westvang
- Ingeborg Winderen, de moeder van filmmaker Albert W. Owesen.

## Functies
Winderen was bedrijfsvoerder van de boerderij/hoeve Vinderen gelegen in Aker, die door zijn vader gekocht was. Hij bekleedde er functies van 1837 tot 1839 en seizoen 1841. Hij maakte deel uit van de raad van commissarissen van 1839 tot 1841 en van 1849 tot 1854. Hij bekleedde de functie locoburgemeester van Aker in het seizoen 1843-1844 alvorens de taak van burgemeester op zich te nemen. Aker is sinds 1948 stadsdeel van Oslo.
In aanvulling op bovenstaande functie was hij tevens lid van de raad van bestuur van de Aker sparebank (Spaarbank van Aker) van 1844 tot 1848. Daarnaast maakte hij deel uit van het Akers Sogneselskap-bestuur in 1837 en was vicevoorzitter van 1840 tot 1842.

## Bijzonderheid
Hij is de naamgever van de Rasmus Winderens vei te Oslo. De straat kreeg in 1994 deze naam, toen de Blindern vei in tweeën gehakt werd door de aanleg van het Blindern stasjon.